# Даунинг (Висконсин)
Даунинг (енгл. Downing) град је у америчкој савезној држави Висконсин.

## Демографија
По попису из 2010. године број становника је 265, што је 8 (3,1%) становника више него 2000. године.
| Група             | 2000.       | 2010.       |
| Белци             | 250 (97,3%) | 263 (99,2%) |
| Афроамериканци    | 0 (0,0%)    | 0 (0,0%)    |
| Азијати           | 0 (0,0%)    | 0 (0,0%)    |
| Хиспаноамериканци | 3 (1,2%)    | 1 (0,4%)    |
| Укупно            | 257         | 265         |